# Hatrize
 Hatrize  es una población y comuna francesa, en la región de Lorena, departamento de Meurthe y Mosela, en el distrito de Briey y cantón de Homécourt.

## Demografía
| 687 | 738 | 663 | 787 | 704 | 684 |
| Para los censos de 1962 a 1999 la población legal corresponde a la población sin duplicidades (Fuente: INSEE [Consultar]) |     |     |     |     |     |